# لونمین
لونمین (انگلیسی: Lonmin) شرکت معدن بریتانیایی است، که در سال ۱۹۰۹ تأسیس شد.